# Campionati mondiali di nuoto 2024
La XXI edizione dei campionati mondiali di nuoto si è svolta dal 2 al 18 febbraio 2024 a Doha, in Qatar.

## Assegnazione
Il 9 giugno 2015, World Aquatics (allora FINA) ha riferito di aver ricevuto manifestazioni di interesse per i Campionati mondiali FINA 2021 e 2023 da Argentina, Australia (Melbourne o Sydney), Cina (Wuhan o Nanchino), Germania (due potenziali città), Giappone, Turchia e Qatar. Il 30 giugno 2015 è stato organizzato un incontro informativo per le nazioni e le città che avevano mostrato interesse a presentare offerte. All'incontro hanno partecipato rappresentanti di città di sei paesi: Abu Dhabi (Emirati Arabi Uniti), Buenos Aires (Argentina), Istanbul (Turchia), Nanchino (Cina), Fukuoka (Giappone), Doha (Qatar). Alle città partecipanti è stato quindi chiesto di presentare alla FINA un accordo di città ospitante stipulato entro il 26 ottobre 2015 e di fare una presentazione formale all'ufficio di presidenza della FINA l'8 novembre 2015. Australia e Germania sono stati i primi due paesi a lasciare l'accordo. gara di offerte e sono stati seguiti dall'Argentina. Anche altri due, Turchia ed Emirati Arabi Uniti, avevano mostrato interesse, ma si sono ritirati prima della fase di presentazione. Mentre tutte le altre città interessate si erano precedentemente ritirate, il 2 ottobre 2015, il direttore esecutivo della FINA Cornel Marculescu ha confermato che c'erano tre offerenti finali: Nanchino (Cina), Fukuoka (Giappone) e Doha (Qatar).
Il 31 gennaio 2016, ciascuna delle offerte è stata presentata in una presentazione formale alla riunione dell'Ufficio di presidenza della FINA a Budapest. Dopo una votazione, la FINA ha annunciato Fukuoka come sede del 2021 e Doha come sede del 2023. Nel 2022 la competizione è stata infine posticipata al 2024 a causa della pandemia di COVID-19, che portò al rinvio dei mondiali di Fukuoka dal 2021 al 2023.

## Sedi di gara
La maggior parte delle gare si sono svolte all'Aspire Dome, costruito per i Giochi asiatici del 2006 e usato per i campionati mondiali di nuoto in vasca corta del 2014, ospitati sempre a Doha.
- Aspire Dome (nuoto, nuoto artistico e pallanuoto)
- Hamad Aquatic Centre (tuffi)
- Doha Port (nuoto di fondo, tuffi grandi altezze)

## Discipline
In questa edizione dei mondiali si sono disputate 75 gare.
| Disciplina                       | Maschile | Femminile | Misti | Totali |
| -------------------------------- | -------- | --------- | ----- | ------ |
| Nuoto (dettagli)                 | 20       | 20        | 2     | 42     |
| Nuoto in acque libere (dettagli) | 2        | 2         | 1     | 5      |
| Nuoto artistico (dettagli)       | 2        | 7         | 2     | 11     |
| Pallanuoto (dettagli)            | 1        | 1         | -     | 2      |
| Tuffi (dettagli)                 | 5        | 5         | 3     | 13     |
| Tuffi grandi altezze (dettagli)  | 1        | 1         | -     | 2      |
| Totale                           | 31       | 36        | 8     | 75     |

## Calendario
| ● | Cerimonia d'apertura |  | Competizioni |  | Finali | ● | Cerimonia di chiusura |

| Febbraio 2024         | Ven | Sab | Dom | Lun | Mar | Mer | Gio | Ven | Sab | Dom | Lun | Mar | Mer | Gio | Ven | Sab | Dom | Totale |
| Febbraio 2024         | 2   | 3   | 4   | 5   | 6   | 7   | 8   | 9   | 10  | 11  | 12  | 13  | 14  | 15  | 16  | 17  | 18  | Totale |
| --------------------- | --- | --- | --- | --- | --- | --- | --- | --- | --- | --- | --- | --- | --- | --- | --- | --- | --- | ------ |
| Cerimonie             | ●   |     |     |     |     |     |     |     |     |     |     |     |     |     |     |     | ●   | -      |
| Nuoto                 |     |     |     |     |     |     |     |     |     | 4   | 4   | 5   | 5   | 5   | 5   | 6   | 8   | 42     |
| Nuoto in acque libere |     | 1   | 1   |     |     | 2   | 1   |     |     |     |     |     |     |     |     |     |     | 5      |
| Nuoto artistico       |     | 1   | 2   | 2   | 2   | 1   | 1   | 1   | 1   |     |     |     |     |     |     |     |     | 11     |
| Pallanuoto            |     |     |     |     |     |     |     |     |     |     |     |     |     |     | 1   | 1   |     | 2      |
| Tuffi                 | 2   | 2   | 1   | 1   | 1   | 2   | 1   | 1   | 2   |     |     |     |     |     |     |     |     | 13     |
| Tuffi grandi altezze  |     |     |     |     |     |     |     |     |     |     |     |     | 1   | 1   |     |     |     | 2      |
| Medaglie              | 2   | 4   | 4   | 3   | 3   | 5   | 3   | 2   | 3   | 4   | 4   | 5   | 6   | 6   | 6   | 7   | 8   | 75     |

## Medagliere
| Pos.   | Paese                       | Oro | Argento | Bronzo | Totale |
| ------ | --------------------------- | --- | ------- | ------ | ------ |
| 1      | Cina                        | 23  | 8       | 2      | 33     |
| 2      | Stati Uniti                 | 9   | 6       | 8      | 23     |
| 3      | Australia                   | 7   | 12      | 5      | 24     |
| 4      | Paesi Bassi                 | 5   | 4       | 0      | 9      |
| 5      | Gran Bretagna               | 4   | 5       | 9      | 18     |
| 6      | Italia                      | 3   | 10      | 6      | 19     |
| 7      | Canada                      | 2   | 3       | 6      | 11     |
| 8      | Corea del Sud               | 2   | 1       | 2      | 5      |
| 9      | Nuova Zelanda               | 2   | 1       | 1      | 4      |
| 9      | Svezia                      | 2   | 1       | 1      | 4      |
| 11     | Portogallo                  | 2   | 0       | 1      | 3      |
| 12     | Irlanda                     | 2   | 0       | 0      | 2      |
| 13     | Spagna                      | 1   | 5       | 4      | 10     |
| 14     | Francia                     | 1   | 4       | 1      | 6      |
| 15     | Germania                    | 1   | 2       | 3      | 6      |
| 16     | Messico                     | 1   | 1       | 4      | 6      |
| 17     | Ungheria                    | 1   | 1       | 2      | 4      |
| 17     | Giappone                    | 1   | 1       | 2      | 4      |
| 17     | Ucraina                     | 1   | 1       | 2      | 4      |
| 20     | Grecia                      | 1   | 1       | 1      | 3      |
| 20     | Hong Kong                   | 1   | 1       | 1      | 3      |
| 22     | Lituania                    | 1   | 1       | 0      | 2      |
| 23     | Croazia                     | 1   | 0       | 0      | 1      |
| 23     | Kazakistan                  | 1   | 0       | 0      | 1      |
| 25     | Corea del Nord              | 0   | 2       | 0      | 2      |
| 26     | Austria                     | 0   | 1       | 1      | 2      |
| 27     | Danimarca                   | 0   | 1       | 0      | 1      |
| 27     | Israele                     | 0   | 1       | 0      | 1      |
| 27     | Svizzera                    | 0   | 1       | 0      | 1      |
| 30     | Polonia                     | 0   | 0       | 3      | 3      |
| 31     | Colombia                    | 0   | 0       | 2      | 2      |
| 31     | Egitto                      | 0   | 0       | 2      | 2      |
| 31     | Atleti Neutrali Autorizzati | 0   | 0       | 2      | 2      |
| 34     | Bosnia ed Erzegovina        | 0   | 0       | 1      | 1      |
| 34     | Brasile                     | 0   | 0       | 1      | 1      |
| 34     | Romania                     | 0   | 0       | 1      | 1      |
| 34     | Sudafrica                   | 0   | 0       | 1      | 1      |
| Totale | Totale                      | 75  | 75      | 75     | 225    |